# Enyu Valchev
Enyu Valchev Dimov (em búlgaro: Еню Вълчев Димов; Polski Gradec, 4 de janeiro de 1936 — Sófia, 15 de fevereiro de 2014) foi um lutador de estilo-livre búlgaro, campeão olímpico.

## Carreira
Valchev competiu em três edições dos Jogos Olímpicos, conquistando o ouro na edição de 1964 em Tóquio. Depois de terminar sua carreira na luta livre, Valchev trabalhou como treinador e foi o treinador principal da equipe júnior búlgara até sua aposentadoria em 1990. Em 2005, ele foi eleito para o Hall da Fama Internacional de Wrestling da FILA.